# Anolis cumingi
Anolis cumingi е вид влечуго от семейство Dactyloidae.

## Разпространение
Този вид е разпространен в Мексико.